# Comuna de Papowo Biskupie
Papowo Biskupie (polaco: Gmina Papowo Biskupie) é uma gminy (comuna) na Polónia, na voivodia de Cujávia-Pomerânia e no condado de Chełmiński. A sede do condado é a cidade de Papowo Biskupie.
De acordo com os censos de 2004, a comuna tem 4315 habitantes, com uma densidade 61,3 hab/km².

## Área
Estende-se por uma área de 70,44 km², incluindo:
- área agricola: 91%
- área florestal: 1%

## Demografia
Dados de 30 de Junho 2004:
|                      | Total   | Total | Mulheres | Mulheres | Homens  | Homens |
| -------------------- | ------- | ----- | -------- | -------- | ------- | ------ |
|                      | pessoas | %     | pessoas  | %        | pessoas | %      |
| População            | 4315    | 100   | 2158     | 50       | 2157    | 50     |
| Densidade (pop./km²) | 61,3    | 100   | 30,6     | 30,6     | 30,6    | 30,6   |

De acordo com dados de 2005, o rendimento médio per capita ascendia a 1806,96 zł.

## Comunas vizinhas
- Chełmża, Kijewo Królewskie, Lisewo, Stolno